# マイクロ波

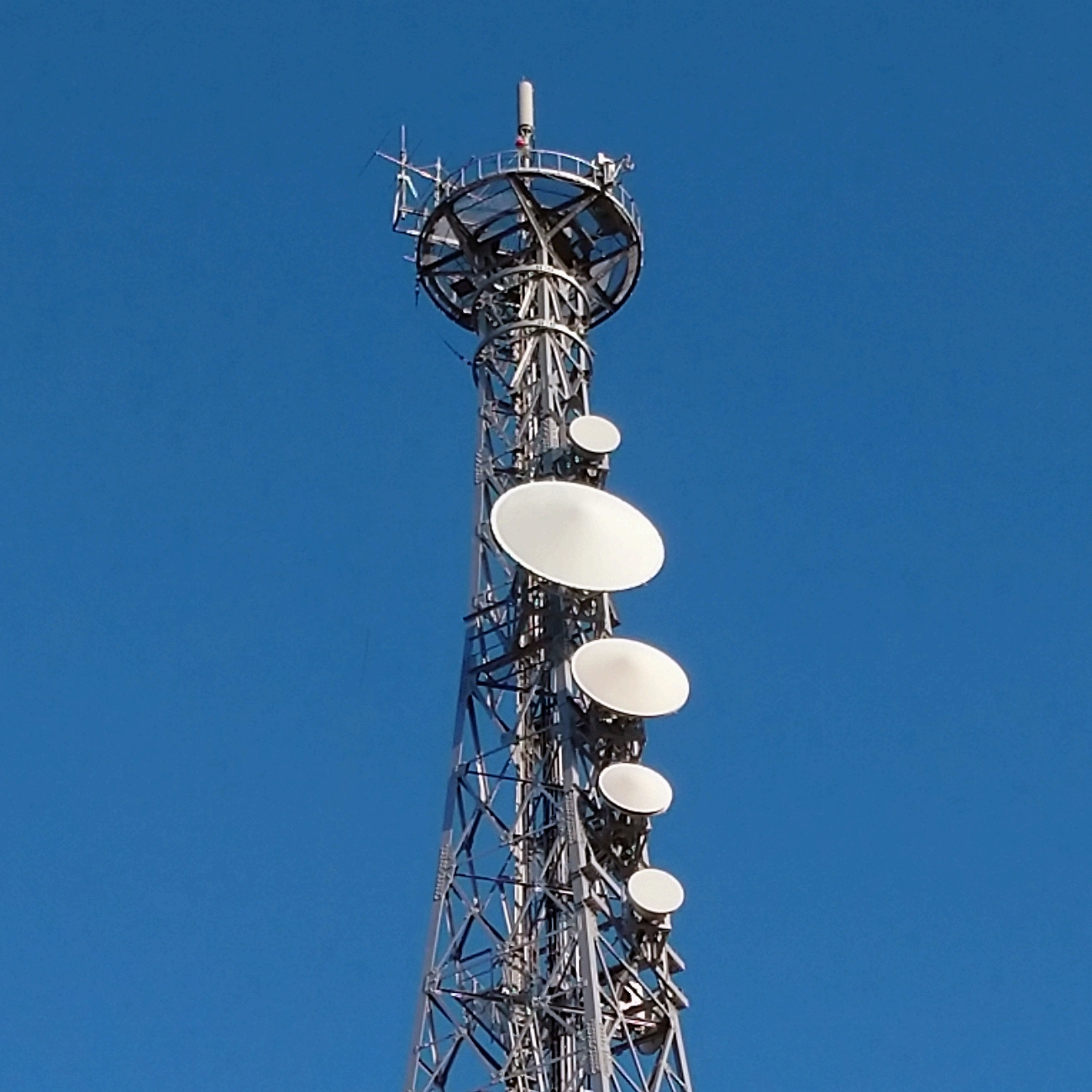
マイクロ波を利用した多重無線通信設備。鉄塔に、レドームによって保護された複数のパラボラアンテナが取り付けられている。

電子レンジは、マイクロ波加熱を応用した家電製品である。

マイクロ波（マイクロは、英: microwave）は、無線工学における波長の電波の一種。歴史上、慣用的に使われてきた語であり、電波の周波数による分類において、短い波長域といった程度の意味である。その周波数領域は、広義にはおよそ300MHzから300GHz程度とかなり広い。総務省の電波利用ホームページでは、3GHzから300GHz(SHF帯)をマイクロ波として定義している。この定義の場合、それを下回る1GHzから3GHzの範囲を「準マイクロ波」と呼ぶこともある。一方、日本電信電話公社はマイクロウエーブ方式をUHF帯とSHF帯（すなわち、300MHzから30GHzまで）を使った通信方式の総称と定義していた。

## 概要
マイクロ波という用語は1940年代から文献に現れているが、その定義は複数あり、必ずしも明確ではない。日本では太平洋戦争前、電波は国家のものであったが、戦前のマイクロ波研究は電波兵器の研究開発を意味していた。
マイクロ波、ミリ波、テラヘルツ波というような用法では、マイクロ波とミリ波は周波数帯域が重複していない。
マイクロ波の発振には、マグネトロン、クライストロン、進行波管（TWT）、ジャイロトロン、ガンダイオードを用いた回路などが用いられる。マイクロ波伝送線路には一般的に同軸ケーブルが使われるが、出力（電力・ワット数）の高いものには金属製の導波管が用いられる。また、近年ではマイクロストリップ線路など共に固体化（半導体）された発振器の利用も増えてきている。
マイクロ波の応用分野は広く、衛星テレビ放送、多重無線通信、レーダー、マイクロ波加熱（電子レンジ）、マイクロ波分光法、マイクロ波化学、マイクロ波送電、マイクロ波イメージングなどがある。これらの分野で必要とされる学問がマイクロ波工学である。
日本の地上波アナログテレビ放送では、2012年3月末まで難視聴地域用に第63チャンネルから第80チャンネルまで12GHz付近が割り当てられていた。（「チャンネル (テレビ放送)」の記事を参照）

## マイクロ波の周波数帯
以下に一般的に用いられる分類を示す。
| 名称     | 帯域（GHz） | 用途 |
| -------- | ----------- | --- |
| Iバンド  | –0.2        | |
| Gバンド  | 0.2–0.25    | 軍用航空無線 |
| Pバンド  | 0.25–0.5    | 移動体通信 アナログ コードレス電話 特定小電力無線 アマチュア無線                                                                          |
| Lバンド  | 0.5–1.5     | テレビ放送 携帯電話 インマルサット 衛星電話 800MHz帯 対空捜索レーダー アマチュア無線                                                      |
| Sバンド  | 2–4         | 固定無線 移動体向け デジタル 衛星放送 ISMバンド 電子レンジ 無線LAN ワイドスター 衛星電話 アマチュア無線など 航海レーダー 対空捜索レーダー |
| Cバンド  | 4–8         | 通信衛星 固定無線 無線アクセス 水上捜索レーダー 対空捜索レーダー                                                                          |
| Xバンド  | 8–12        | 軍事衛星 気象衛星 地球観測衛星 航海レーダー 水上捜索レーダー 対空捜索レーダー 射撃管制用レーダー アマチュア無線                           |
| Kuバンド | 12–18       | 衛星テレビ放送 通信衛星 |
| Kバンド  | 18–26       | 通信衛星 |
| Kaバンド | 26–40       | 通信衛星 移動体通信 ( 5G ) |
| Vバンド  | 40–75       | レーダー 通信衛星 |
| Wバンド  | 75–111      | 電波天文学 |

| 名称    | 帯域（GHz） | 用途     |
| ------- | ----------- | -------- |
| Aバンド | –0.25       |          |
| Bバンド | 0.25–0.5    |          |
| Cバンド | 0.5–1.0     | 800MHz帯 |
| Dバンド | 1–2         |          |
| Eバンド | 2–3         |          |
| Fバンド | 3–4         |          |
| Gバンド | 4–6         |          |
| Hバンド | 6–8         |          |
| Iバンド | 8–10        |          |
| Jバンド | 10–20       |          |
| Kバンド | 20–40       |          |
| Lバンド | 40–60       |          |
| Mバンド | 60–100      |          |